# Syllepte tenebrosalis
Syllepte tenebrosalis là một loài bướm đêm trong họ Crambidae.